# Rachid Tiberkanine
Rachid Tiberkanine (Antuérpia, 28 de Março de 1985) é um futebolista belga, naturalizado marroquino, que defende o Profesionalen Futbolen Klub Levski Sofia.